# John Wyndham
John Wyndham Parkes Lucas Beynon Harris (ur. 10 lipca 1903, zm. 11 marca 1969) – brytyjski pisarz fantastyki naukowej.

## Życiorys
John Wyndham Parkes Lucas Beynon Harris urodził się w małym miasteczku Knowle w hrabstwie Warwickshire w Anglii. Był synem George'a Beynona Harrisa, barristera, i Gertrude Parkes. Wczesne dzieciństwo spędził w Edgbaston w Birmingham. Gdy miał 8 lat, jego rodzice się rozeszli, a on i jego brat, pisarz Vivian Beynon Harris, spędzili resztę dzieciństwa w prywatnych szkołach podstawowych, z których ostatnią była Bedales School w Hampshire. Po jej ukończeniu Wyndham próbował swoich sił w rolnictwie, prawie, reklamie, sztuce komercyjnej, ale przeważnie utrzymywała go rodzina. W 1925 zaczął pisać dla pieniędzy: sprzedawał opowiadania science-fiction dla amerykańskich pism, używając pseudonimów John Beynon lub John Beynon Harris, pisał też opowiadania detektywistyczne.
Podczas II wojny światowej Wyndham służył jako cenzor w Ministerstwie Informacji w Wielkiej Brytanii, następnie dołączył do armii, służąc w Royal Signals. Brał też udział w lądowaniu w Normandii (tzw. Operacji Neptun).
Zainspirowany sukcesem swojego brata, który opublikował 4 powieści, po wojnie wrócił do pisania. Zmienił też styl i w 1951, po raz pierwszy używając pseudonimu John Wyndham, napisał powieść Dzień tryfidów. Podczas reklamy książki jego przedwojenna kariera nie została nadmieniona, więc czytelnicy myśleli, że mają do czynienia z debiutancką powieścią wcześniej nieznanego autora.
Książka okazała się sukcesem i ugruntowała pozycję Wyndhama jako ważnego twórcy fantastyki naukowej. Kontynuował pisanie i jako John Wyndham opublikował sześć innych powieści. W latach 50. był najlepiej sprzedającym się pisarzem science-fiction w Wielkiej Brytanii i Australii.
W 1963 roku poślubił Grace Wilson, którą znał od ponad 20 lat. Nie mieli dzieci. Mieszkali w Petersfield w Hampshire aż do śmierci pisarza w 1969 roku.

## Twórczość[11]

### Jako John Wyndham
- Dzień tryfidów (ang. The Day of the Triffids lub Revolt of the Triffids, 1951, wyd. polskie Iskry, 1975, 1991; Amber, 2001; Solaris, 2010[12]; Rebis, 2024[13])
- Przebudzenie Krakena (ang. The Kraken Wakes(inne języki) lub Out of the Deeps, 1953, wyd. polskie Andor 1994, ISBN 83-85227-16-4)
- Poczwarki(inne języki) (ang. The Chrysalids lub Re-Birth, 1955, wyd. polskie Wydawnictwo Literackie, 1984; Solaris, 2010; Rebis, 2024[14])
- Kukułcze jaja z Midwich (ang. The Midwich Cuckoos 1957, wyd. polskie Andor 1994, ISBN 83-85227-15-6; Rebis, 2024[15])
- Kłopoty z nieśmiertelnością(inne języki) (ang. Trouble with Lichen, 1960)
- Chocky(inne języki) (1968)
- Web(inne języki) (1979)

### Jako John Beynon
- Stowaway to Mars (znana także pod tytułem Planet Plane, 1935)
- Foul Play Suspected (1935)

### Jako John Beynon Harris
- The Curse of the Burdens (1927)
- The Secret People (1935)

### Jako Lucas Parkes
- The Outward Urge (1961)